# Leptosomatum grebnickii
Leptosomatum grebnickii is een rondwormensoort uit de familie van de Leptosomatidae. De wetenschappelijke naam van de soort is voor het eerst geldig gepubliceerd in 1916 door Filipjev.